# Paral·lel 17° sud
El paral·lel 17° sud és una línia de latitud que es troba a 17 graus sud de la línia equatorial terrestre. Travessa l'oceà Atlàntic, l'Àfrica, l'Oceà Índic, el Sud-est Asiàtic, l'Australàsia, l'Oceà Pacífic i Amèrica del Sud.

## Geografia
En el sistema geodèsic WGS84, al nivell de 17° de latitud sud, un grau de longitud equival a 106,486 km; la longitud total del paral·lel és de 38.335 km, que és aproximadament 96,0% de la de l'equador, del que es troba a 1.880 km i a 8.122 km del pol Sud

## Arreu del món
A partir del Meridià de Greenwich i cap a l'est, el paral·lel 17° sud passa per: 
| Coordenades                               | País, territori o mar | Notes |
| ----------------------------------------- | --------------------- | --- |
| 17° 0′ S, 0° 0′ E / 17.000°S,0.000°E      | Oceà Atlàntic         | |
| 17° 0′ S, 11° 46′ E / 17.000°S,11.767°E   | Angola                | |
| 17° 0′ S, 12° 58′ E / 17.000°S,12.967°E   | Namíbia               | |
| 17° 0′ S, 13° 25′ E / 17.000°S,13.417°E   | Angola                | |
| 17° 0′ S, 22° 40′ E / 17.000°S,22.667°E   | Zàmbia                | La frontera amb Zimbàbue és al Llac Kariba |
| 17° 0′ S, 27° 48′ E / 17.000°S,27.800°E   | Zimbàbue              | |
| 17° 0′ S, 32° 53′ E / 17.000°S,32.883°E   | Moçambic              | |
| 17° 0′ S, 35° 3′ E / 17.000°S,35.050°E    | Malawi                | |
| 17° 0′ S, 35° 18′ E / 17.000°S,35.300°E   | Moçambic              | |
| 17° 0′ S, 39° 5′ E / 17.000°S,39.083°E    | Oceà Índic            | canal de Moçambic - passa al nord de l'illa Juan de Nova, Terres Australs i Antàrtiques Franceses                                                                                         |
| 17° 0′ S, 44° 14′ E / 17.000°S,44.233°E   | Madagascar            | |
| 17° 0′ S, 49° 33′ E / 17.000°S,49.550°E   | Oceà Índic            | |
| 17° 0′ S, 49° 51′ E / 17.000°S,49.850°E   | Madagascar            | Santa Maria de Madagascar |
| 17° 0′ S, 49° 53′ E / 17.000°S,49.883°E   | Oceà Índic            | Passa al sud de Cargados Carajos, Maurici |
| 17° 0′ S, 122° 21′ E / 17.000°S,122.350°E | Austràlia             | Austràlia Occidental |
| 17° 0′ S, 123° 15′ E / 17.000°S,123.250°E | King Sound            | |
| 17° 0′ S, 123° 49′ E / 17.000°S,123.817°E | Austràlia             | Austràlia Occidental Territori del Nord Queensland – continent i les Illes Wellesley |
| 17° 0′ S, 139° 5′ E / 17.000°S,139.083°E  | Golf de Carpentària   | |
| 17° 0′ S, 139° 16′ E / 17.000°S,139.267°E | Austràlia             | Queensland - Illa Horseshoe |
| 17° 0′ S, 139° 17′ E / 17.000°S,139.283°E | Golf de Carpentària   | |
| 17° 0′ S, 139° 29′ E / 17.000°S,139.483°E | Austràlia             | Queensland - Illa Bentnick |
| 17° 0′ S, 139° 31′ E / 17.000°S,139.517°E | Golf de Carpentària   | |
| 17° 0′ S, 140° 57′ E / 17.000°S,140.950°E | Austràlia             | Queensland |
| 17° 0′ S, 145° 53′ E / 17.000°S,145.883°E | Mar del Corall        | Passa a través de les Illes del Mar del Corall, Austràlia |
| 17° 0′ S, 168° 37′ E / 17.000°S,168.617°E | Vanuatu               | Illa de Tongariki |
| 17° 0′ S, 168° 38′ E / 17.000°S,168.633°E | Oceà Pacífic          | |
| 17° 0′ S, 177° 20′ E / 17.000°S,177.333°E | Fiji                  | Illes Yasawa |
| 17° 0′ S, 177° 21′ E / 17.000°S,177.350°E | Oceà Pacífic          | Bligh Water |
| 17° 0′ S, 178° 42′ E / 17.000°S,178.700°E | Fiji                  | Illa Vanua Levu |
| 17° 0′ S, 178° 46′ E / 17.000°S,178.767°E | Oceà Pacífic          | Mar de Koro |
| 17° 0′ S, 179° 55′ E / 17.000°S,179.917°E | Fiji                  | Taveuni island |
| 17° 0′ S, 179° 57′ E / 17.000°S,179.950°E | Oceà Pacífic          | passa al nord de les illes Lau, Fiji · Passa al sud de l'atol de Maupihaa, Polinèsia Francesa · Passa al sud de Raiatea, Polinèsia Francesa · Passa al sud de Huahine, Polinèsia Francesa |
| 17° 0′ S, 149° 35′ O / 17.000°S,149.583°O | Polinèsia Francesa    | Tetiaroa atoll |
| 17° 0′ S, 149° 32′ O / 17.000°S,149.533°O | Oceà Pacífic          | Passa al sud de l'atol de Tahanea, Polinèsia Francesa · passa al nord de Motutunga, Polinèsia Francesa · Passa al sud de Tepoto, Polinèsia Francesa                                       |
| 17° 0′ S, 143° 5′ O / 17.000°S,143.083°O  | Polinèsia Francesa    | Marutea |
| 17° 0′ S, 143° 4′ O / 17.000°S,143.067°O  | Oceà Pacífic          | Passa al sud de Rekareka, Polinèsia Francesa |
| 17° 0′ S, 72° 6′ O / 17.000°S,72.100°O    | Perú                  | |
| 17° 0′ S, 69° 22′ O / 17.000°S,69.367°O   | Bolívia               | |
| 17° 0′ S, 58° 25′ O / 17.000°S,58.417°O   | Brasil                | Mato Grosso estat de Goiás Minas Gerais estat de Bahia |
| 17° 0′ S, 39° 10′ O / 17.000°S,39.167°O   | Oceà Atlàntic         | |